# Kilema Dui
Kilema Dui är en ort i Kenya.   Den ligger i länet Tana River, i den sydöstra delen av landet, 300 km öster om huvudstaden Nairobi. Kilema Dui ligger 178 meter över havet och antalet invånare är 149.
Terrängen runt Kilema Dui är platt, och sluttar österut.  Trakten runt Kilema Dui är nära nog obefolkad, med mindre än två invånare per kvadratkilometer. Det finns inga andra samhällen i närheten. Omgivningarna runt Kilema Dui är i huvudsak ett öppet busklandskap.